# Acanthacorydalis
Acanthacorydalis (лат.) — род насекомых из подсемейства Corydalinae семейства коридалид отряда большекрылых.
Виды этого рода встречаются в Юго-Восточной Азии.

## Виды
В роде Acanthacorydalis 8 видов:
- Acanthacorydalis asiatica (Wood-Mason, 1884)
- Acanthacorydalis fruhstorferi (van der Weele, 1907)
- Acanthacorydalis horrenda (Navás, 1931)
- Acanthacorydalis imperatrix (Navás, 1917)
- Acanthacorydalis orientalis (McLachlan, 1899)
- Acanthacorydalis sinensis (Yang & Yang, 1986)
- Acanthacorydalis unimaculata (Yang & Yang, 1986)
- Acanthacorydalis yunnanensis (Yang & Yang, 1986)